# Шоазел (Ивлен)
Шоазел (фр. Choisel) насеље је и општина у Француској у региону Париски регион, у департману Ивлен која припада префектури Рамбује.
По подацима из 2011. године у општини је живело 535 становника, а густина насељености је износила 61,28 становника/km². Општина се простире на површини од 8,73 km². Налази се на средњој надморској висини од 85 метара (максималној 178 m, а минималној 89 m).

## Демографија
| 1962. | 1968. | 1975. | 1982. | 1990. | 1999. | 2011. |
| ----- | ----- | ----- | ----- | ----- | ----- | ----- |
| 393   | 391   | 461   | 462   | 551   | 538   | 535   |

График промене броја становника у току последњих година